# Ефимов, Валентин (футболист)
Валентин Ефимов (1948) — советский футболист, защитник, нападающий.

## Карьера
Воспитанник ленинградского СК «Комсомолец», всю карьеру провёл в командах города. В апреле — мае 1967 года провёл семь матчей в чемпионате страны за «Зенит», играл во 2 группе класс «А»/первой лиге в составе «Динамо» (1968—1970, 1971), в первенстве Ленинграда — за «Комсомолец» (1970), «Динамо»-клубная (1972), ЛОМО (1973).